# Fosfolipid

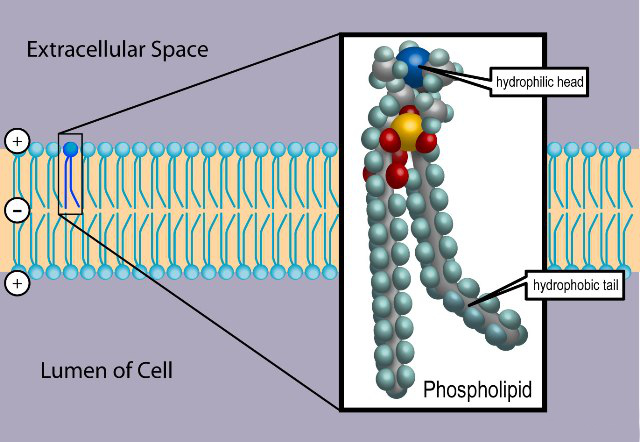
Fosfolipid i cellmembranen

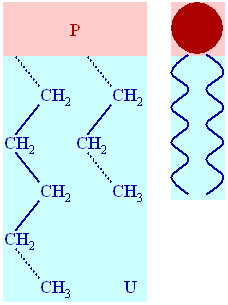
Fosfolipiden är uppbyggd av ett polärt huvud och en hydrofob svans. Det betyder förenklat att huvudet är vattenlösligt och svansen fettlöslig.

Bilden visar ett cellmembrans uppbyggnad med fosfolipider.

Fosfolipidmolekyler har två hydrofoba kolvätekedjor i den ena änden och en hydrofil grupp i den andra. En fosfolipid bildas genom att glycerolmolekyl förestras med två fettsyramolekyler och en fosfatgrupp bunden till en hydrofil grupp. De består alltså av ett hydrofilt huvud och en hydrofob svans vilket förenklat betyder att huvudet är vattenlösligt och svansen fettlöslig. Fosfolipider är huvudkomponenten för bildning av alla typer av cellmembran. Detta på grund av deras amfifila egenskaper vilket gör att de kan bilda lipida dubbelskikt. Fosfolipider produceras kommersiellt och de har ett antal olika tillämpningar inom bland annat materialvetenskap och nanoteknik.

## Kemisk struktur
Fosfolipider är i grunden egentligen en glycerolmolekyl men i två av OH-grupperna har det fästs fettsyror. Det är dessa två man kallar “svansarna” och dessa är även den hydrofoba delen av molekylen. I den sista OH-gruppen sitter det en fosfatgrupp vilket då kännetecknar det polära “huvud” som fosfolipider har.
Eftersom “svansarna” består av fettsyror så kan det antingen vara mättade eller omättade. Mättade fettsyror innehåller inga dubbelbindningar medan omättade kan innehålla en eller flera, vilket i sin tur förändrar egenskaperna på följande sätt. Innehåller “svansen” dubbelbindningar så blir den inte helt rak, det vill säga att den böjer sig. Detta gör att membranet som fosfolipiderna befinner sig i blir svårare att frysa vilket i sin tur kan vara en fördel om cellen befinner sig i en kallare miljö.

## Fosfolipider i cellmembran
Fosfolipider har en viktig funktion i alla organismers cellmembran. Fosfolipider består av en hydrofil del och en hydrofob del. I cellmembranet vänder fosfolipiderna de hydrofila delarna (huvudena) utåt mot angränsande vattenmiljö och de hydrofoba delarna (svansarna) inåt. Det bildar ett så kallat semipermeabelt membran där endast hydrofoba och opolära ämnen kan tränga igenom fritt. Ett membran av fosfolipider kan förstöras genom att ändra pH samt att tillsätta ett starkt organiskt lösningsmedel. Det ändrade pH:t löser de polära delarna av fosfolipiden, det vill säga huvudet, och det organiska lösningsmedlet kan användas för att lösa de hydrofoba svansarna. Ju fler dubbelbindningar som finns på den hydrofoba svansen desto lättare bryts bindningarna, och smältpunkten sjunker, det vill säga membranet blir känsligare för höga temperaturer.